# جو أوبراين
جو أوبراين (بالإنجليزية: Joe O'Brien)‏ (27 ديسمبر 1875 في المملكة المتحدة - ) هو لاعب كرة قدم بريطاني في مركز الظهير. لعب مع برايتون أند هوف ألبيون وبلاكبيرن روفرز وسويندون تاون ونادي ريدنغ ونادي شيفيلد وClitheroe F.C. ‏ وAberdeen F.C. (1881) ‏ وHaslingden F.C. ‏ ونادي ستاليبريدج روفر.